# Liste der Monuments historiques in Ménil-aux-Bois
Die Liste der Monuments historiques in Ménil-aux-Bois führt die Monuments historiques in der französischen Gemeinde Ménil-aux-Bois auf.

## Liste der Objekte
| Bezeichnung                                             | Beschreibung                           | Standort                      | Kennzeichnung | Schutzstatus | Datum | Bild |
| ------------------------------------------------------- | -------------------------------------- | ----------------------------- | ------------- | ------------ | ----- | ---- |
| Zwei Skulpturen: Heiliger Vitonius und heiliger Blasius | Stein, farbig gefasst, 18. Jahrhundert | in der Kirche St-Vanne (Lage) | PM55002075    | Inscrit      | 1992  |      |